# أنطونيو لاشياك
أنطونيو لاشياك (بالإيطالية: Antonio Lasciac)؛ (21 سبتمبر 1856 - 1946) مهندس معماري ومصمم مبانى إيطالي عمل في القاهرة وترقى لدرجة كبير مهندسين ومدير القصور الخديويه بعد وفاة ديمتريوس فبريسوس باشا في عهد الخديوي عباس حلمي الثاني.
ولد في غوريتسيا بشمال شرق إيطاليا، حيث افتتح عملاً مع سلوفيني آخر، هو: ميهايل ترامپوشوم، الذي زوجه ابنته. تضمن عملهما تصميم مباني في العديد من عواصم الشرق، وخصوصاً القاهرة. وقام بتصميم قصر الخديوي في إسطنبول وقصر الطاهرة بالقاهرة.

## أشهر أعماله

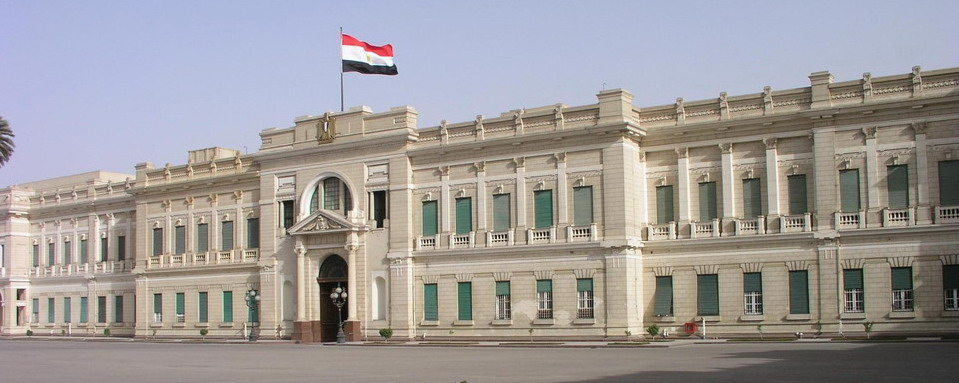
قصر عابدين

- قصر إميرجان، للخديوي إسماعيل في إسطنبول.
- قصر الزعفران (حاليا جامعة عين شمس) العباسية.
- قصر الطاهرة.
- مبنى بنك مصر ، شارع محمد فريد بوسط القاهرة.
- قصر اجيون في شارع النبي دانيال بنى في سنة 1887 علي الطراز الفيكتوري وهو مبني جريدة الأهرام في الاسكندرية.
- قصر عدلي يكن باشا، حى جاردن سيتي (هدم).
- تعديل عمارة دي تريستا، شارع قصر النيل.
- قصر إبراهيم حلمي (حاليا جزء من جامعة عين شمس).
- العمارات الخديويه بنيت في سنة 1911،شارع عماد الدين بوسط القاهرة.
- قصر عمر سلطان، حي باب اللوق (هدم).
- عمارة رقم 9 شارع نجيب الريحانى بوسط القاهرة(1928).
- قصر سوارس (غير موجود).
- قصر شامبليون القاهرة (المدرسة الناصرية في وقت لاحق).
- قصر الأميرة فاطمة (متحف المجوهرات الملكية حاليا) بالإسكندرية.
- قصر الأمير كمال الدين حسين (الأميرة نعمت كمال الدين) حاليا وزارة الخارجيه
- قصر الدوباره حاليا مدرسة حكومية.
- قصر الأمير يوسف كمال وقد بنى القصر عام 1908-1921
- قصر مظلوم باشا، رقم 13 شارع مظلوم باشا (هدم في سنة 1935 بعد أن تحول لمدرسة الليسيه).
- مبنى محطة الرمل بالإسكندرية.
- أعاد تصميم قصر عابدين بعد تعرضه للحريق.

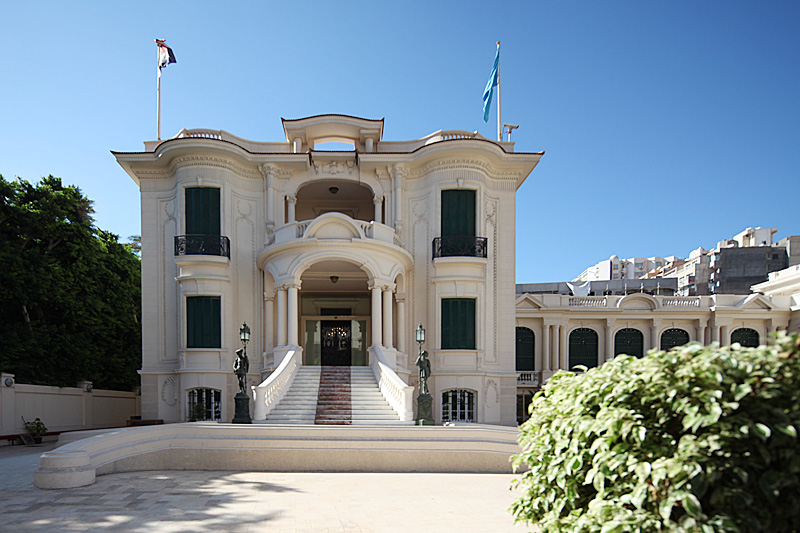
قصر المجوهرات بالاسكندرية
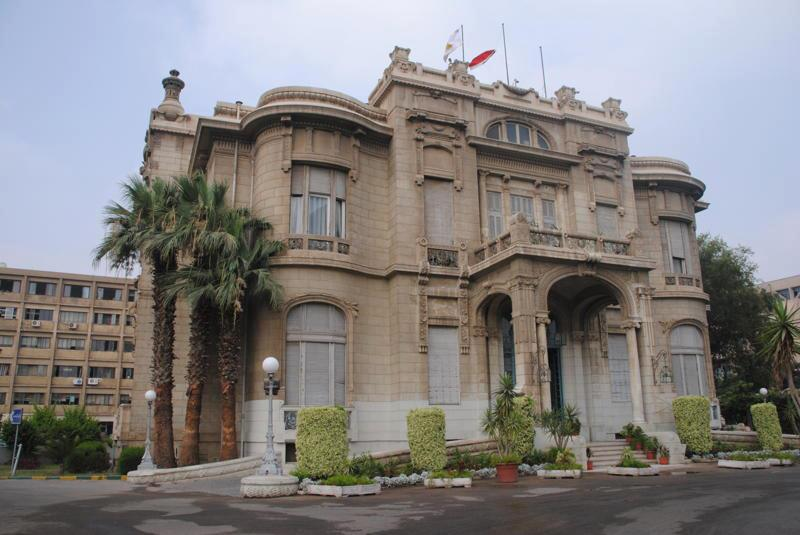
قصر الزعفران
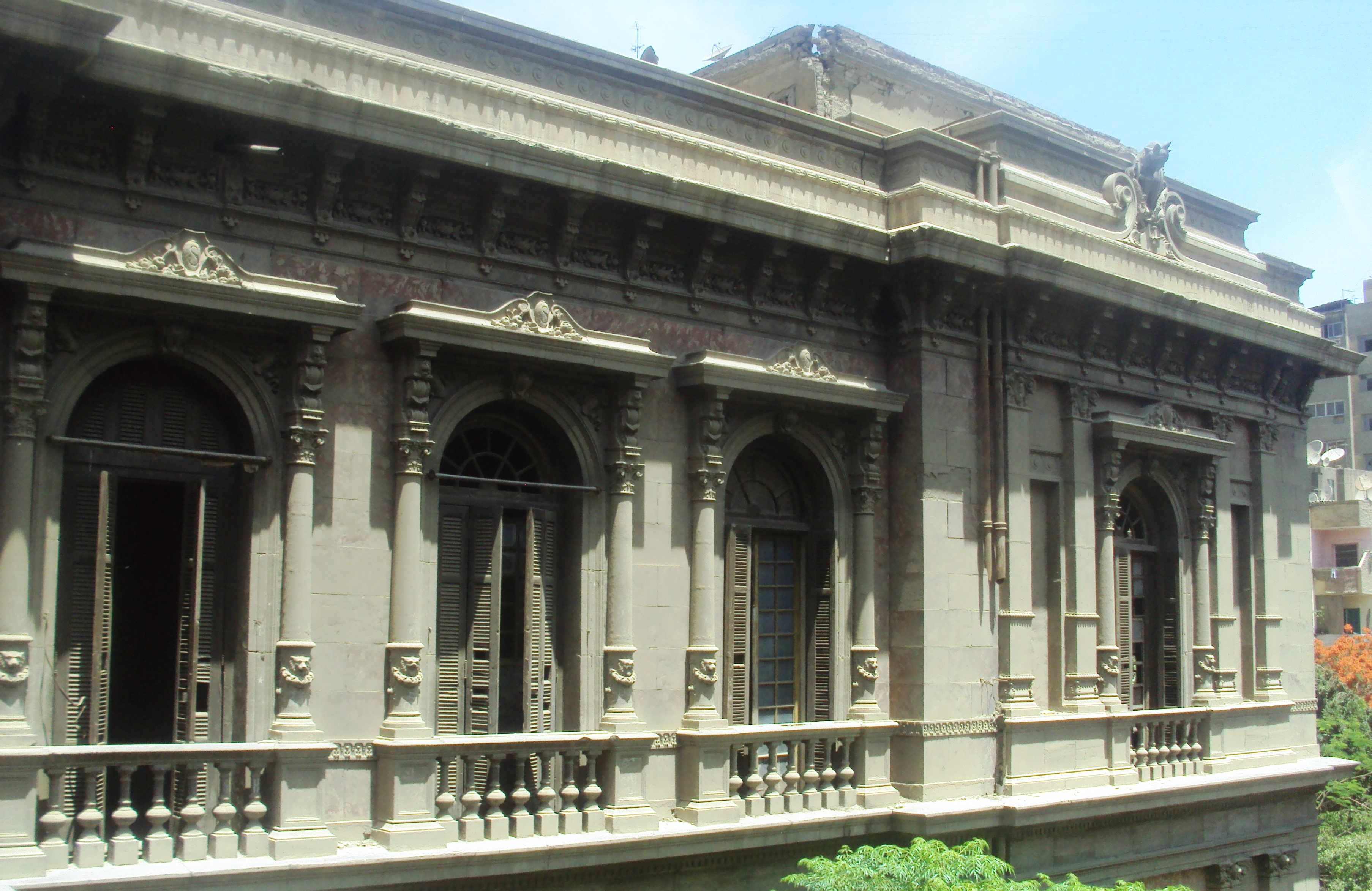
قصر شامبليون
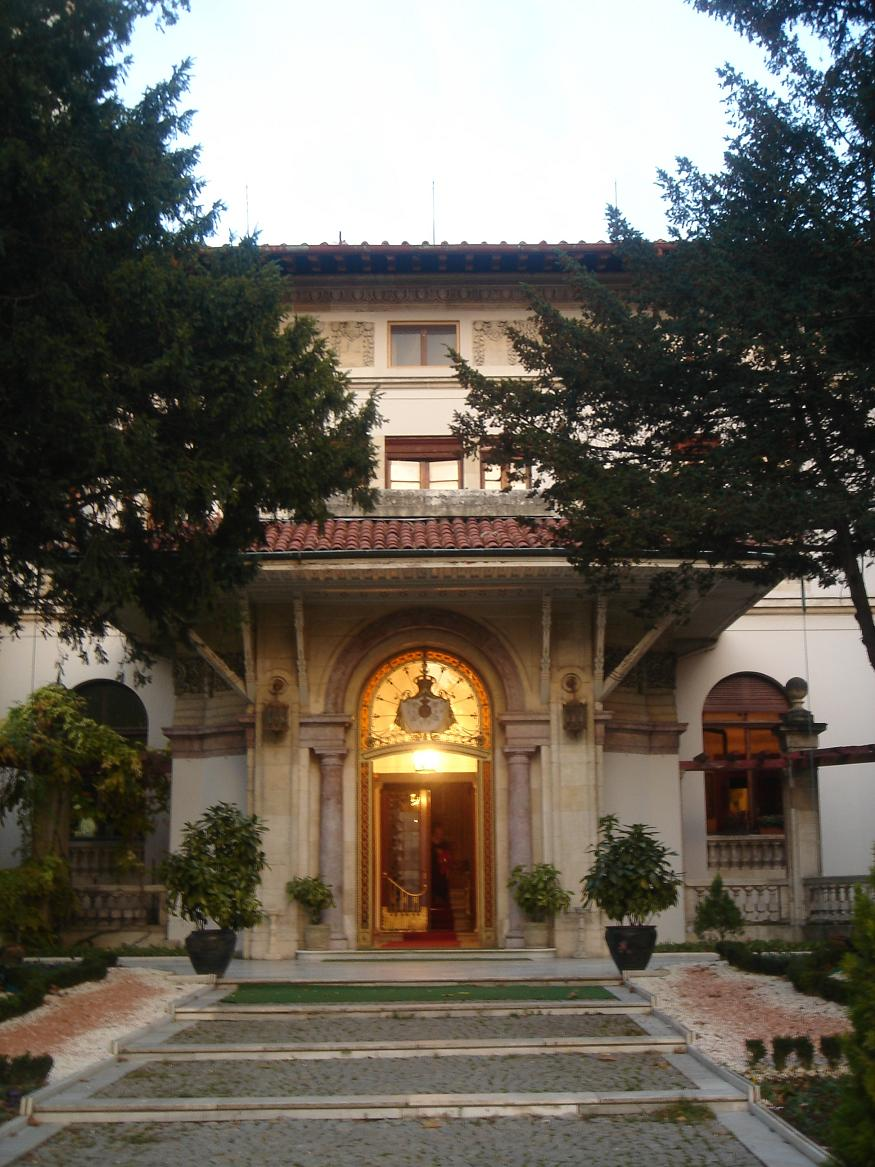
مدخل قصر إميرجان باسطنبول